# Хмільно
Хмільно — село в Україні, в Шептицькому районі Львівської області. Населення становить 515 осіб станом на травень 2021 року.

## Населення

### Мова
Розподіл населення за рідною мовою за даними перепису 2001 року:
| Мова       | Кількість | Відсоток |
| ---------- | --------- | -------- |
| українська | 735       | 99.59%   |
| російська  | 3         | 0.41%    |
| Усього     | 738       | 100%     |

## Назва
За роки радянської влади село в документах називали «Хмільне». 1989 р. селу надали сучасну назву.

## Відомі особистості
- Пахіль Володимир Олександрович (1960) — український дипломат. Надзвичайний і Повноважний Посол України в Республіці Індонезія.
- Міляновський Віталій Петрович (17.04.1985-24.05.2022рр.)- Герой України!

Народився 17 квітня 1985 року народження у с. Хмільно. Загинув 24 травня 2022 року захищаючи нашу Україну від російських окупантів, терористів, гвалтівників і вбивць-орків, являвся мешканцем і патріотом с. Хмільно.
- Ліпкевич Юрій Васильович - Герой України!

Народився, виріс і все своє дитинство та молодість провів у рідному селі Хмільно, разом з батьками та двома рідними братами. Згодом одружився і проживав з дружиною Наталею і дітьми у сусідньому селі Березівка. Не замислюючись повернувся закордону з роботи, як доброволець, пішов захищати рідну землю і рідних від російських окупантів, мародерів, гвалтівників, орків. Вічна пам‘ять Герою України!